# Signy-Avenex
Signy-Avenex é uma comuna da Suíça, situada no distrito de Nyon, no cantão de Vaud. Tem 1,93 km² de área e sua população em 2018 foi estimada em 594 habitantes.